# João Pereira
João Pedro da Silva Pereira (Lisszabon, 1984. február 25. –) portugál válogatott labdarúgó, edző. Jelenleg a Sporting menedzsere.

## Klub karrierje

### Benfica
A SL Benfica akadémiájáról került a felnőtt kerethez. 2003. augusztus 17-én lépett pályára először a Boavista FC ellen. A szezon során 25 alkalommal lépett pályára, legtöbbször középpályásként. 2005-ben tagja volt a bajnok csapatnak, majd Ronald Koeman előbb a kispadra tette, majd a B csapatba száműzte. 2006 nyarán a Gil Vicente csapatába került száműzetése alatt kölcsönbe, majd végleg.

### Braga
A 2007-2008-as szezonban csatlakozott a Bragához, miután Luís Filipe távozott. 2009. február 22-én szerezte meg első gólját a Minho ellen.

### Sporting
2009. december 22-én 3 millió euroért igazolt a Sporting CP-hez.
A 2010-2011-es szezonban rendszeresen játék lehetőséghez jutott, mint védő vagy középpályás.

### Valencia
2012. május 24-én aláírt a spanyol Valencia CF együttesével, 3,6 millió euroért, 3+1 évre. Augusztus 19-én debütált a Real Madrid elleni 1–1-es döntetlent hozó mérkőzésen.

## Válogatott
2010 októberében nevezték először a válogatottba Paulo Bento. A 2012-es labdarúgó-Európa-bajnokság selejtezőjében debütált a dán labdarúgó-válogatott ellen. Az Európa-bajnokságra utazó keret tagja volt.

## Sikerei, díjai
Benfica
- Portugál bajnok: 2004-05
- Portugál szuperkupa: 2004-05
- Portugál kupa: 2003-04

Braga
- Intertotó-kupa: 2008